# Petite Savane River
Der Petite Savane River (auch: Petite Savano River) ist ein kurzer Fluss an der Ostküste von Dominica im Parish Saint Patrick.

## Geographie
Der Petite Savane River entspringt an einem östlichen Ausläufer von Foundland (Morne paix Bouche) und verläuft nach Nordosten. Nach kurzem, steilen Lauf mündet er in den Atlantik.